# Религия в Нидерландах
Религиозная идентификация в Нидерландах на 2021 год
 Иррелигиозны (57,5 %) Католики (18,3 %) Протестанты (13,6 %) Мусульмане (4,6 %) Другие религии (6,1 %)
Нидерланды — светское государство, не имеющее государственной религии. В стране существует свобода вероисповедания.
Состав населения по вероисповеданию по состоянию на 2021 год: 18,3 % — католики, 13,6 % — протестанты, 4,6 % — мусульмане, 6,1 % — исповедуют другие религии (включая индуистов, буддистов, евреев), 57,5 — иррелигиозны.
Исторически в стране преобладает христианство. К христианам себя относит 7414 тыс. жителей (43,4 %), из них католики составляют 4359 тыс. (26,6 %), протестанты (в основном, кальвинисты и лютеране) — 3033 тыс. (16,8 %). За счёт иммиграции количество мусульман составляет 944 тыс. (5,8 %).
Протестанты преобладают в северной части страны и на побережье, католики — в центре, на юге и вдоль границы с Бельгией. Мусульмане-иммигранты проживают в основном в крупных городах. Еврейская община в стране существует издавна, в настоящее время насчитывает приблизительно 30—35 тыс. человек.
Количество людей, относящих себя к какой-либо религии, снижается. 7230 тыс. жителей (42,7 %) считают себя агностиками или атеистами. Это один из самых высоких уровней в Европе. Это одна из причин того, что в стране сравнительно терпимо относятся к тому, что осуждается или даже запрещено в других европейских странах: аборты, эвтаназия, проституция, однополые браки, употребление лёгких наркотиков и т. д.